# Оліферчик Станіслав Сергійович
Станісла́в Сергі́йович Оліфе́рчик (нар. 9 травня 1996 у Маріуполі) — український стрибун у воду, чемпіон та призер чемпіонатів Європи .

## Спортивні досягнення
На п'ятому чемпіонаті Європи зі стрибків у воду, який відбувався в Києві 2017 року, здобув срібло в міксті з Вікторією Кесарь на триметровому трампліні. На чемпіонаті Європи з водних видів спорту 2018 у Глазго у тій самій дисципліні він із Вікторією Кесарь узяв бронзу. На чемпіонаті Європи зі стрибків у воду в Києві в дуеті з Вікторією Кесарь здобув золото на 3-метровому трампліні в міксті.